# Bakari Bata
Bakari Bata (ou Bakiri Bata) est un village de la commune de Belel situé dans la région de l'Adamaoua et le département de la Vina au Cameroun.

## Population
En 1967, la localité comptait 681 habitants, principalement des Peuls. Lors du recensement de 2005, 879 personnes y ont été dénombrées.

## Infrastructures
Bakari Bata dispose d'une école publique.